# Cemil Tosun
Cemil Tosun (* 6. Februar 1987 in Wien) ist ein österreichischer Fußballspieler türkischer Abstammung. Er ist der Cousin des türkischen Fußballnationalspielers Turgay Bahadır. Sein Bruder Cem Tosun ist ebenfalls Profi-Fußballer.

## Karriere
Er spielt im defensiven Mittelfeld in der Amateurmannschaft des SK Rapid Wien in der Regionalliga Ost. Im Sommer 2005 trainierte er zeitweise mit der Kampfmannschaft von Rapid Wien, wurde jedoch nicht in den Profikader des österreichischen Bundesligisten aufgenommen. Im August 2005 bestritt Tosun in der Champions-League-Qualifikation gegen F91 Düdelingen sein einziges Spiel in der Kampfmannschaft von Rapid Wien.
Seit Mai 2008 spielt der Verteidiger auf Leihbasis für ein Jahr beim DSV Leoben in der Ersten Liga. Nach dem Zwangsabstieg der Steirer wechselte er in die Slowakei zum DAC Dunajská Streda.
Er spielte in der U19-Nationalmannschaft  von Österreich und ist derzeit ebenfalls im Kader des U20-Nationalteams.